# シリコンナノワイヤ
シリコンナノワイヤ（Silicon nanowires、SiNW）は、半導体ナノワイヤの一種。
シリコン前駆体から、固体のエッチングや気相・液相からの触媒成長によって形成されることが多く、このようなナノワイヤーは、リチウムイオン電池、熱電材料、センサーなどへの応用が期待されている。

## 製造方法と特徴

### 製造過程
シリコン前駆体から、固体のエッチングや気相・液相からの触媒成長によって形成されることが多い。SiNWの初期合成は、サイズと形態を正確に調整した構造を得るために、しばしば熱酸化のステップを伴う。

### 物理・化学的な特性と経済性
SiNWは、バルク（3次元）シリコン材料には見られないユニークな特性を持っている。これらの特性は、珍しい擬一次元電子構造に起因しており、多くの分野や用途で研究の対象となっている。
SiNWが最も重要な一次元材料の一つと考えられている理由は、複雑で高価な製造設備を必要とせずに組み立てられるナノスケールのエレクトロニクス用のビルディングブロックとしての機能を持ちうるからである。

## 応用分野
SiNWは、そのユニークな物理化学的特性を生かし、シリコンバルク材料とは異なる幅広い応用が期待され、太陽光発電、リチウムイオン電池、熱電変換、不揮発性メモリなどの応用に向けてさかんに研究されている。

### 物理化学的原理
SiNWは電荷を捕捉する性質を持ち、太陽光発電や光触媒など、電子と正孔の分離が必要な用途で利用されている。近年のナノワイヤー太陽電池の実験により、SiNW太陽電池の電力変換効率はここ数年で1%未満から17%以上へと顕著に向上している。
SiNWの電荷捕捉挙動と調整可能な表面支配型輸送特性により、このカテゴリーのナノ構造は、金属絶縁体半導体や電界効果トランジスタとして使用されることが期待され、さらにナノ電子ストレージデバイス、フラッシュメモリ、ロジックデバイス、化学・生物センサーとしての応用も期待される。
リチウムイオンがシリコン構造にインターカレートできることから、さまざまなSiナノ構造がリチウムイオン電池（LiB）の負極として注目されている。SiNWは、構造的な完全性と電気的な接続性を維持しながら、大きなリチウム化を受ける能力を発揮するため、このような負極として特にメリットがある。
シリコンナノワイヤーは、ドープされたSiのバルク特性による高い電気伝導性と、小さな断面積による低い熱伝導性を兼ね備えているため、効率的な熱電変換素子である。

## 合成法
SiNWの合成法はいくつか知られており、大きく分けると、バルクシリコンから出発して材料を除去してナノワイヤを得る方法（トップダウン合成とも呼ばれる）と、一般にボトムアップ合成と呼ばれるプロセスで化学的または蒸気的前駆体を用いてナノワイヤを構築する方法がある。

### トップダウン合成法
これらの方法は、材料除去技術を使用して、バルク前駆体からナノ構造を製造するものである。
- レーザーアブレーション[3]
- イオンビームエッチング[11]
- 熱蒸発酸化物アシスト成長法（OAG）[12]
- メタルアシストケミカルエッチング（MaCE）[13]

### ボトムアップ合成法
- 気液平衡成長法（英語版）（Vapor–liquid–solid method、VLS） - 触媒CVDの一種で、Si前駆体としてシラン、触媒（または「シード」）として金ナノ粒子を使用することが多い[3]。
- 分子線エピタキシー法 – プラズマ環境下で行われるPVD法の一種[12]。
- 溶液からの析出法 - 超臨界流体液体固体（SFLS）と名付けられたVLS法のバリエーションで、蒸気の代わりに超臨界流体（高温高圧の有機シランなど）をSi前駆体として使用する。触媒はコロイド状金ナノ粒子のような溶液中のコロイドとなり、この溶液中でSiNWを成長させる[12][14]。

### 熱酸化
シリコンナノ構造体を得るために、トップダウンまたはボトムアップで物理的または化学的処理を行った後、所望のサイズとアスペクト比を持つ材料を得るために、熱酸化工程がしばしば適用される。シリコンナノワイヤーは、拡散の制限によって酸化が効果的に停止するという、明確で有用な自己制限酸化挙動を示し、これをモデル化することができる。この現象によって、SiNWの寸法とアスペクト比を正確に制御でき、直径5nm以下の高アスペクト比SiNWを得るために使われている。 SiNWの自己限定的な酸化は、リチウムイオン電池の材料として価値がある。

## ナノワイアーの技術的特徴
SiNWsの配向は、システムの構造および電子特性に大きな影響を与える。このため、選択した配向にナノワイヤーを配置するためのいくつかの方法が提案されている。これには、極性配向における電界の使用、電気泳動、マイクロ流体法、コンタクトプリンティングが含まれる。

## 展望
SiNWは、そのユニークな特性と、サイズやアスペクト比を高精度に制御できることから、大きな注目を集めています。しかし、大規模な製造には限界があり、この材料があらゆる用途に利用されることを妨げています。例えば、表面が滑らかな高品質の気液固相成長SiNWは、シリコンの理論的弾性限界に近い10%以上の弾性歪みで可逆的に伸長させることができ、新たな「弾性歪み工学」と柔軟なバイオ/ナノエレクトロニクスへの扉を開くことができる。